# Ligota Mała (powiat dzierżoniowski)
Ligota Mała (niem. Klein Ellguth) – wieś w Polsce położona w województwie dolnośląskim, w powiecie dzierżoniowskim, w gminie Niemcza.

## Podział administracyjny
W latach 1975–1998 miejscowość należała administracyjnie do województwa wałbrzyskiego.

## Zabytki
Do wojewódzkiego rejestru zabytków wpisany jest obiekt:
- park, z XVIII w.

## Szlaki turystyczne
Piława Górna – Ligota Mała – Przerzeczyn-Zdrój – Podlesie – Ruszkowice – Przełęcz nad Blotnicą